# Sallent de Llobregat
Sallent de Llobregat (en catalán y oficialmente, Sallent) es un municipio y localidad española de la provincia de Barcelona, en Cataluña, España. Perteneciente a la comarca del Bages, cuenta con una población de 6927 habitantes (INE 2024). El río Llobregat separa la población en dos mitades. Sus principales recursos son la minería y la industria.

## Historia
Sallent es un municipio antiguo, tal y como demuestra que en ese espacio se estableciera un poblado ibero. Documentos del año 1000 d. C. aseguran que la población era defendida desde el castillo antiguo.

## Blasonado

### Escudo
Escudo embaldosado: de azur, un puente gótico de 5 ojos de oro moviente de la punta acompañado en la cabeza de 2 llaves pasadas en sautor con las dientes arriba y mirando hacia fuera, la de oro en banda sobre la de argén en barra, sobremontadas de una mitra de argén cruzada de oro con las ínfulas también de oro. Por timbre una corona mural de villa.
Fue aprobado el 15 de marzo de 1984.
El señal parlante tradicional ha sido siempre el puente de la villa, gótico, sobre el río Llobregat. El castillo de Sallent perteneció a los obispos de San Pedro de Vich de 1246 a 1812, y esto se simboliza por la mitra y las llaves.

## Demografía

### Evolución
Sallent de Llobregat cuenta con una población de 6927 habitantes (INE 2024).
| Gráfica de evolución demográfica de Sallent de Llobregat entre 1842 y 2021 |
| |
| Población de derecho según los censos de población del INE. Población de hecho según los censos de población del INE.En este censo se denominaba Cellent, Cornet Serracina y Serrasans: 1842. |

### Entidades de población
Sallent está formado por nueve entidades de población.
Lista de población por entidades:
| Entidad de población   | Habitantes (2018) |
| ---------------------- | ----------------- |
| Botjosa, La            | 112               |
| Cabrianes              | 362               |
| Cellers de la Serra    | 15                |
| Cornet                 | 37                |
| Sallent                | 6025              |
| Sant Martí i Fucimanya | 23                |
| Sant Ponç              | 33                |
| Serraïma               | 6                 |
| Serra-sanç             | 23                |
| Fuente: Municat        |                   |

### Evolución demográfica
| 4602                       | 5434 | 9227 | 7785 | 7159 | 7029 | 6669 | 6636 |
| (Fuente: [cita requerida]) |      |      |      |      |      |      |      |

## Edificios históricos
- Santa María de Cornet, una iglesia del siglo XII, bien restaurada.
- Iglesia románica de Sant Esteve i Sant Sebastià.
- Casa Museo Torres Amat, una casa señorial restaurada en museo.
- La Casa Grande, edificio gótico.

## Fiestas populares
- El Carnaval de Sallent. Aparte del carnaval que tiene lugar en febrero, cada cinco años se realiza en Sallent un carnaval de verano de gran popularidad.
- Les Enramades. Se celebra del Jueves de Corpus al siguiente lunes.
- Fiesta mayor. Se celebra el segundo domingo de septiembre.